# Octopus conispadiceus
Octopus conispadiceus är en bläckfiskart som först beskrevs av Sasaki 1917.  Octopus conispadiceus ingår i släktet Octopus och familjen Octopodidae. Inga underarter finns listade i Catalogue of Life.